# Harry Potter (litterär figur)
Information om böckerna och filmerna om Harry Potter finns på Harry Potter.
Harry James Potter, "Pojken som överlevde", född 31 juli 1980, är en litterär figur skapad av författaren J.K. Rowling. Han är huvudpersonen i böckerna och filmerna om Harry Potter. Böckerna täcker sju år av den föräldralöse pojkens liv som på sin elfte födelsedag får veta att han är en trollkarl. Han lär sig utöva trolldom på Hogwarts skola för häxkonster och trolldom. Harry upptäcker att han redan är vida känd i trollkarlsvärlden, och att hans öde är sammanbundet med Lord Voldemorts, den fruktade och världskända trollkarlen som tog livet av hans föräldrar.
Han kallas "pojken som överlevde" eftersom han är den ende som har överlevt en dödsförbannelse, en så kallad Avada Kedavra-förbannelse. När han kastar patronusbesvärjelsen "Expecto Patronum" och framkallar en Patronus, vilket han lär sig av Remus Lupin under sitt tredje år på skolan (1993-1994), ser den ut som en kronhjort, vilket också är det som hans far var som animagus (en animagus kan förvandla sig till ett specifikt djur).
Han är ledare för Dumbledores armé (DA), som han, Ronald Bilius Weasley (Ron) och Hermione Jean Granger grundade under sitt femte år på Hogwarts, 1995-1996. Detta i protest för att Trolldomsministeriet förbjudit elever att praktiskt använda trollformler på lektionerna i Försvar mot Svartkonster, trots att Voldemort fortfarande lurar ute i världen. Det var också för att ge ungdomar som är för unga att vara med i Fenixorden möjlighet och vara med i kampen mot Voldemort och hans Dödsätare.

## Släkt
Harry omtalas som en "halvblodstrollkarl" även då båda föräldrarna var magiker, för att Lily Evans var mugglarfödd (mugglare är icke-magiska människor). Harrys pappa, James Potter, var född "renblodstrollkarl". Han var deras enda barn. Harry är på avstånd släkt med andra renblodiga familjer på sin fars sida. Detta efter Sirius Blacks påstående att alla gamla trollkarlsfamiljer är släkt.
Harrys föräldrar blev mördade av Lord Voldemort en allhelgonaafton i Godrics Hollow. Harry blev arvtagare till en liten förmögenhet i trollkarlspengar som förvaras på Gringotts trollkarlsbank i Diagongränden. Han ärver också huset Grimmaldiplan nummer 12 tillsammans med husalfen Krake efter att hans gudfar Sirius Black dog 1996.
Harry är mycket avlägset släkt med Lord Voldemort, och därmed släkt med Salazar Slytherin. Ignotus Peverell, en av de tre bröderna som det kan läsas om i sjunde boken, sägs vara Harrys förfader. Ignotus Peverell var den av de tre bröderna som fick en osynlighetsmantel (enligt sagan fick han den av Döden, men han har antagligen gjort den själv). Voldemorts släkt härstammar också från en av bröderna Peverell, något läsare får veta i Harry Potter och Halvblodsprinsen, vilket är beviset på att Voldemort och Harry är släkt.
I epilogen till Harry Potter och dödsrelikerna är Harry gift med Ginny Weasley och de har tre barn: Lily Luna, som är 9 år, Albus Severus som är 11 år och James Sirius som är cirka 12-14 år. Harry är även gudfar till Ted "Teddy" Remus Lupin som föds i sista boken. Teds föräldrar är Nymphadora Tonks (efter giftermål med Lupin) och Remus Lupin som båda dör i sjunde boken.

## I böckerna

### Harry Potter och de vises sten
Harry får i Harry Potter och de vises sten reda på att han är en trollkarl och har en plats på trollkarlsskolan Hogwarts skola för häxkonster och trolldom. Rubeus Hagrid, halvjätten som är skogvaktare på Hogwarts, berättar detta för honom på hans elfte födelsedag. Han berättar också om Harrys magiska bakgrund, och om hans berömmelse i trollkarlsvärlden. Harry får reda på att hans föräldrar, trollkarlen James Potter och häxan Lily Potter, har lämnat en liten förmögenhet åt honom på trollkarlsbanken Gringotts.
Harrys första möte med trollkarlsvärlden blir ett besök i Diagongränden tillsammans med Hagrid, för att köpa skolmaterial. Där köper Harry en trollstav hos trollstavsmakaren Ollivander. Harry får också en uggla i födelsedagspresent av Hagrid, som han döper till Hedwig. Sedan bär det av med skoltåget Hogwartsexpressen till trollkarlsskolan. På tåget träffar han Ron Weasley och Hermione Granger, som kommer att bli hans närmaste vänner. På Hogwarts hamnar Harry i Gryffindor, ett av skolans fyra elevhem, när skolans sorteringshatt gör sitt val. Ron och Hermione sorteras också till Gryffindor. Harry blir uttagen till Gryffindors Quidditchlag efter att professor McGonagall sett hur duktig flygare han är, fastän han egentligen är för ung. Han blir den yngsta lagmedlemmen på över ett hundra år.
Harry får en fiende på Hogwarts i Draco Malfoy.
Professorn i Försvar mot svartkonster, professor Quirinius Quirell, har under Harrys första år på skolan blivit besatt av Lord Voldemort, som länge trotts vara död. Voldemort är svag, men med hjälp av Quirells kropp befinner han på skolan för att leta efter De vises sten, som ska ge honom en ny kropp och göra honom odödlig. Planerna upptäcks av Harry, Ron och Hermione som lyckas hindra Voldemort.
Som en belöning för insatsen ger skolans rektor, Dumbledore, vännerna 160 poäng i den tävling som hålls mellan elevhemmen varje år. De poängen tillsammans med de tio poängen Neville Longbottom också får för sin insats gör att Gryffindor vinner Elevhemspokalen för första gången på sju år.

### Harry Potter och Hemligheternas kammare
Det ryktas om en hemlig kammare på Hogwarts, kallad Hemligheternas kammare, som ska innehålla en monster. Under Harrys andra år på skolan öppnas kammaren av Salazar Slytherins arvtagare. Ingen vet vem arvtagaren är men Harry får misstankarna riktade mot sig, sedan det visat sig att han är en ormviskare, det vill säga en som kan kommunicera med ormar. Det var en egenskap som självaste Slytherin besatt. Monstret som släppts ut på skolan när kammaren öppnats förstenar flera elever, däribland Harrys vän Hermione. Sedan Ginny Weasley, Ron Weasleys syster som också är elev på skolan, blivit kidnappad och förd ner till Hemligheternas kammare överväger rektor Dumbledore att stänga skolan för att inte fler elever ska råka illa ut.
Innan skolan blivit stängd hittar Harry och Ron en ledtråd till var ingången till kammaren finns. Med hjälp av Harrys förmåga att ormviska tar de sig in i kammaren och möter monstret, som visar sig vara en basilisk. Med hjälp av Godric Gryffindor, ett svärd och Fawkes (Dumbledores fenixfågel) lyckas Harry döda basilisken.
Det visar sig att det är Ginny som öppnat kammaren. Det har hon gjort under inflytande av Tom Dolder, ett minne av den tonårige Lord Voldemort, som hållit sig kvar i sin Dolders gamla dagbok. Harry besegrar Dolder och räddar Ginny. I och med det stänger Harry inte bara Hemligheternas Kammare för gott, han besegrar också en del av Lord Voldemorts själ (Se "Harry Potter och Halvblodsprinsen"). När han sedan återvänder från Hemligheternas kammare lurar han Lucius Malfoy att befria sin gamla husalf, Dobby, från sin fängsling. Denne blir sedan Harry trogen.

### Harry Potter och fången från Azkaban
I Harry Potter och fången från Azkaban blir Harry målet för mördaren Sirius Black, som rymt från trollkarlsfängelset Azkaban. Några av dementorerna som vaktar fängelset sätts därför att vakta Hogwarts. Dementorerna lever på att suga ut glädje och hopp ur människor, och tvinga dem att uppleva sina värsta minnen. Harry får veta att Sirius förrått Harrys föräldrar till Lord Voldemort, och ska därefter ha mördat flera mugglare och en trollkarl vid namn Peter Pettigrew.
I slutet av boken möter Harry, och hans vänner Hermione och Ron, Sirius Black och de får den egentliga historien berättad för sig. Det visar sig att Sirius är oskyldig. Det är istället Peter Pettigrew som är skyldig till alla brott och hemskheter som Sirius anklagats för. Peter Pettigrew hade riggat mordet på sig själv och gömt sig i sin animagusform efter att han förrått Harrys föräldrar. Hans animagusform (teleskopord för animal och magus, dvs. djur och magiker) är en råtta. Det visar sig att han gömt sig i formen av Rons husdjursråtta, Scabbers, under tolv års tid. Peter Pettigrew är nu avslöjad, med lyckas fly. Utan ett erkännande tvingas Sirius Black återigen gömma sig för att komma undan trolldomsministeriet och dementorerna. Precis innan han flyr får Harry veta att Sirius är hans gudfar, och Sirius lovar att Harry ska få flytta in hos honom den dag han blivit rentvådd.

### Harry Potter och den flammande bägaren
I Harry Potter och den flammande bägaren är Hogwarts värd för turneringen i magisk trekamp, en skoltävling som efter ett långt uppehåll återupptagits. Det ska vara tre deltagare, en från vardera skolorna Beauxbatons, Hogwarts och Durmstrang. Varje deltagare måste ha fyllt sjutton år, men Harry blir likväl utvald av den flammande bägaren, som en fjärde deltagare, trots att det inte borde vara möjligt eftersom han är yngre är sjutton. Detta gör Harry misstrodd av i stort sett av elever på de tre skolorna, eftersom den allmänna meningen är att han anmält sig själv för att få uppmärksamhet. Även Ron Weasley tror att Harry anmält sig själv och vägrar därför prata med honom på över en månad. Det framkommer senare i berättelsen att det inte var Harry som anmält sig till turneringen.
Deltagarna får gå igenom tre prövningar, bestående av varsin uppgift. I den tredje och sista uppgiften får Harry och de andra tävlanden i uppdrag att ta sig igenom en magisk labyrint och hitta prispokalen. Den som kommer först till pokalen vinner tävlingen.
Tävlingen är jämn och i slutet är det Harry och Cedric Diggory – den andra tävlanden från Hogwarts – som kommer fram först till pokalen. De bestämmer sig för att ta den tillsammans och göra tävlingen oavgjord. Det de inte vet är att pokalen är förtrollad, och istället för att föra dem tillbaka till skolan förs de till en kyrkogård där Voldemort väntar. Hans tjänare, Peter Pettigrew, dödar på Voldemorts order Cedric Diggory med den dödande förbannelsen, Avada Kedavra. Harry blir fastbunden vid en gravsten och får bevittna en ritual som, med hjälp av Harrys blod, Tom Dolder Sr:s ben och Peter Pettigrews kött, återställer Voldemorts kropp. När Voldemort senare duellerar med Harry, kopplas deras trollstavar ihop med en magisk slinga, som skapar effekten Priori Incantatem. Den skyddar Harry länge nog för att han, med Cedrics kropp, ska kunna ta sig till flyttnyckeln och åter till Hogwarts. Där avslöjas att Barty Crouch Jr har förklätt sig till Försvar Mot Svartkonster-läraren Alastor "Monsterögat" Moody med hjälp av ett elixir, Polyjuice-elixiret. Dock hinner dementorerna suga ut Barty Crouch Jrs själ innan denne har hunnit upprepa sin bekännelse för trolldomsministern. Det leder till att Ministeriet förnekar Harrys och Dumbledores påstående att Voldemort har återvänt.

### Harry Potter och Fenixorden
Under sommarlovet hos familjen Dursley blir Harry och kusinen Dudley attackerade av två dementorer: Harry använder sig av Patronus-besvärjelsen för att försvara sig och sin kusin. Harry blir därför anklagad för minderårig trolldomsutövning, och riskerar att bli relegerad från Hogwarts. Han blir kallad till Trolldomsministeriet för ett disciplinförhör och frikänd från anklagelserna tack vare försvar från rektor Dumbledore och ett vittnesmål från Arabella Figg. Harrys granne som visar sig vara en ynk – av trollkarlssläktet men utan magiska krafter – som vaktat honom ända sen Harry var bebis. 
Efter förhöret på Trolldomsministeriet tar Remus Lupin, Alastor Moody, Tonks och några andra Harry till Grimmaldiplan nummer 12. Det är Sirius Blacks barndomshem, men också högkvarter för Fenixorden, en grupp som arbetar med att bekämpa Lord Voldemort och hans Dödsätare. 
I opposition med Dumbledores försvar av Harry och därmed också i opposition till Trolldomsministeriet skickas Dolores Umbridge till Hogwarts som lärare i Försvar mot svartkonster för att spionera på både elever och lärare  i skolan. Hon blir utsedd till "överinkvisitor", en roll som ger henne möjlighet att ändra regler på skolan, men också införa nya. Trolldomsministeriet siktar på att ta över Hogwarts, och tillåter inte eleverna att praktiskt använda trollformler på lektionerna i Försvar mot Svartkonster. I protest mot detta skapar Harry, uppmuntrad av Hermione, en grupp för Försvar mot Svartkonster där elever får lära sig försvarsmagi. Gruppen kallar sig för DA (Dumbledores Armé) och det är Harry som undervisar. 
Samtidigt får Harry extra undervisning av Severus Snape för att kunna lära sig att blockera de visioner han får av Lord Voldemort på grund av de band som uppstått. Visionerna skickas omedvetet av Lord Voldemort, men denne får så småningom reda på det efter en incident när Ron Weasleys far blivit attackerad på Trolldomsministeriet av Voldemorts orm Nagini. Under ett av skolans examensprov skickar Voldemort en falsk vision till Harry, där Sirius Black torteras av Voldemort på Trolldomsministeriet. Harry, Ron, Hermione, Ginny Weasley, Neville Longbottom och Luna Lovegood (några av medlemmarna i DA), ger sig iväg till London för att rädda Sirius. Nere i Mysterieavdelningen blir de attackerade av Voldemorts Dödsätare som legat i bakhåll. Fenixorden rycker in för att rädda ungdomarna och Sirius Black blir i striden dödad av sin kusin Bellatrix Lestrange. Lord Voldemort uppenbarar sig och försöker döda Harry, men Dumbledore kommer till Harrys försvar och duellerar med Voldemort. Denne lyckas fly men inte innan Trolldomsministeriet sett honom. Trolldomsministeriet blir efter detta tvungna att erkänna att Lord Voldemort återvänt.

### Harry Potter och Halvblodsprinsen
I Harry Potter och Halvblodsprinsen blir Harry av trollkarlsvärlden kallad "Den Utvalde", eftersom trollkarlsvärlden tror att det är hans uppgift att döda Lord Voldemort. Under sommarlovet efter sitt femte år på skolan får Harry reda på att han ärvt Grimmaldiplan 12, Fenixordens högkvarter, efter sin framlidne gudfar Sirius Black. 
När Harry efter sommarlovet återvänder till Hogwarts blir han överraskad av att Severus Snape är utsedd till ny lärare i försvar mot svartkonster, och att hans gamla plats som lärare i trolldryckskonst tagits över av Horace Snigelhorn. Snigelhorn lånar Harry en gammal bok om trolldryckskonst, som tillhört en elev som kallades "Halvblodsprinsen". Boken har stora mängder handskrivna tips i marginalen som hjälper Harry att bli bäst i klassen i ämnet.
Dumbledore börjar under detta år ge Harry privatlektioner, där de besöker olika personers minnen om Lord Voldemort. Där finner de bevis för att Voldemort skapat ett flertal horrokruxer, men istället för att slita sin själ i en eller två delar har han splittrat den i sju delar (7 är det mäktiga magiska talet). Den första delen var dagboken som Harry förstörde under sitt andra år, den andra delen en ring som Dumbledore nyligen förstört. För att ha möjlighet att döda Lord Voldemort måste först de resterande fem horrokruxer förstöras. Så länge de finns kvar är Lord Voldemort odödlig. Harry och Dumbledore lyckas få tag i en av horrokruxerna i en grotta, nämligen Salazar Slytherins amulett. Dumbledore blir kraftigt försvagad av en trolldryck som han tvingas dricka. När de kommer tillbaka till Hogwarts är skolan invaderad av dödsätare, insläppta genom ett magiskt skåp av Draco Malfoy. Dumbledore mördas av Severus Snape medan Harry, som hålls fast av en besvärjelse, tvingas vara åskådare. När besvärjelsen slutat verka springer Harry efter Snape, som efter att avslöjat att han är Halvblodsprinsen, flyr tillsammans med Draco. Harry tar horrokruxen från Dumbledores ficka, och upptäcker att det bara är en förfalskning. Den riktiga horrokruxen har blivit stulen av någon med initialerna R.A.B.

### Harry Potter och dödsrelikerna
Harry, Ron och Hermione åker under sitt sista år i skolan inte tillbaka till Hogwarts. Istället letar de efter horrokruxer för att göra Lord Voldemort dödlig. Sedan Harry, Ron och Hermione tagit sig in i trolldomsministeriet skadas Ron. En kväll när Harry och Hermione sitter vid ett bord i deras tält, blir Ron och Harry osams, för att Ron har sett Harry och Hermione gå ut om nätterna. 
Ron bär på sig en horrokrux som halsband, eftersom Harry, Ron och Hermione kommit överens om att turas om att bära den horrokrux de hittat i sökandet. Harry och Ron börjar grälar om horrokruxen, men Hermione hindrar det hotande slagsmålet. Ron transporterar sig bort, och varken Harry eller Hermione följer efter. Harry och Hermione kommer till Godrics Hollow, och går in på en kyrkogård, där de lyckas hitta James och Lily Potters grav.
Vintern har kommit, och en natt går Harry ut och ser bredvid deras tältplats Gryffindor-svärdet under isen. Han simmar ner under isen för att hämta svärdet, men hittar sedan inte upp till ytan på grund av horrokruxen, som det var hans tur att bära. Ron kommer lyckligtvis och kan rädda Harry. Ron försöker därefter förstöra horrokruxen, men denna talar till Ron och säger att hans värsta tankar är sanna. Ron behåller fokus och lyckas förstöra horrokruxen.
Harry, Ron och Hermione träffar en man som visar sig vara Albus Dumbledores bror, Aberforth Dumbledore. I hans hem, hittar de en tavla som rör sig. Den visar Dumbledore-brödernas döda syster, som dog i en olycka. Men så flyttas tavlan, och bakom finns en lönngång, och där väntar Neville Longbottom. Han tar med sig Harry, Ron och Hermione. Det visar sig att gången leder till Hogwarts. Harry, Ron och Hermione hälsar sedan på alla gamla vänner. Harry berättar att de letar efter en ytterligare horrokrux, och att han vet inte vad, eller var den är. Alla sätter igång för att leta. Samtidigt i Hogwarts matsal, står professor Snape som är skolans nya rektor, och han berättar att han hört rykten om att Harry Potter är på slottet. Medan han pratar med alla i matsalen, så kommer Harry och hans vänner in. Snape är nära att kasta en trollformel på Harry, men McGonagall går emellan. Letandet fortsätter. Luna går efter Harry för att säga något, och hon berättar att horrokruxen möjligen kan vara Rowena Ravenclaws diadem. Harry pratar med Helena Ravenclaws spöke. Helena är dotter till Rowena Ravenclaw. Harry får reda på var han ska leta. Han går till Vid-behov-rummet. Snart hittar han diademet, och Ron och Hermione kommer. Men mitt i allt kommer också Draco Malfoy, Crabbe och Goyle. De tänder eld i rummet, Harry, Ron och Hermione hittar tre kvastar som de kan flyga iväg på. Men Harry vill inte lämna Malfoy, Crabbe och Goyle att dö. Det slutar med att Goyle dör och att Malfoy och Crabbe överlever. När Lord Voldemort skadat Snape så allvarligt att han är döende, skickar denne ett speciellt minne till Harry. Harry får reda på att han måste dö, för att Lord Voldemort också ska dö. Han går då ut i skogen. Lord Voldemort möter honom där, och kastar Avada Kedavra-förbannelsen. När en dödsätare ska undersöka om Harry är död går Narcissa Malfoy fram. Hon meddelar att Harry har dött. Men plötsligt börjar Harry röra sig och det visar sig att han aldrig varit död. Narcissa hade frågat Harry "Var är Draco? Lever han?". Harry hade berättat att Draco lever och att han var på Hogwarts. Narcissa bestämde sig då för att ljuga för Voldemort. Det slutar med att alla horrokruxer förstörs, och Harry lyckas döda Lord Voldemort.

#### Epilogen
Epilogen utspelar sig 19 år efter slutet av den sjunde boken. Harry Potter har gift sig med Ginevra (Ginny) Weasley, och fått tre barn: Lily Luna Potter, Albus Severus Potter och James Sirius Potter. Ron och Hermione har gift sig, och fått två barn, Hugo och Rose Weasley.